# Braulio Luna
Braulio Luna, né le 8 septembre 1974 à Mexico, est un footballeur international mexicain évoluant au poste de milieu de terrain.
Sa carrière débute en 1994 et il honore 32 sélections en équipe nationale entre 1997 et 2010. Il dispute notamment les Coupes du Monde 1998 et 2002 avec la Tri.

## Biographie
Luna était un milieu offensif, capable de jouer à la fois sur l'aile gauche et dans l'axe.
Entre 2015 et 2017, il est brièvement directeur sportif de l'Atlético de San Luis avec qui il avait déjà évolué en tant que joueur en 2014.

## Palmarès
| Compétitions internationales      | Compétitions nationales |
| - Gold Cup (1) - Vainqueur : 1998 |                         |